# Gananda
Gananda est une census-designated place du comté de Wayne, dans l'État de New York, aux États-Unis. En 2020, elle compte une population de 5 867 habitants.